# Ragnar Uppman

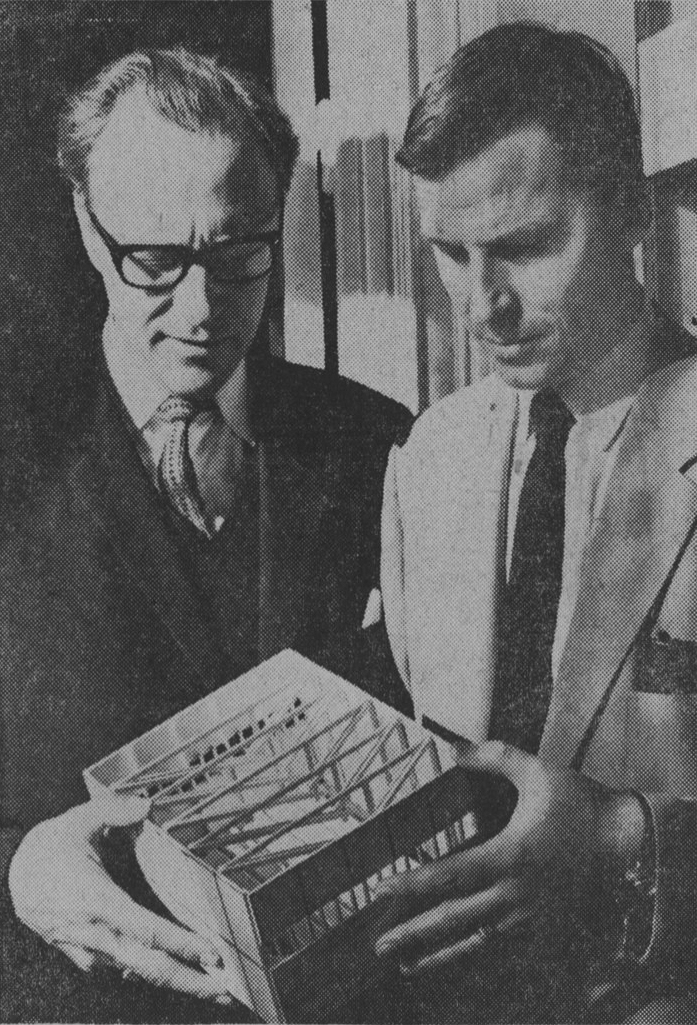
Ragnar Uppman (till höger) och Lars Ridderstedt studerar en flyttbar kyrka i modell.

Ragnar Emanuel Uppman, född 12 mars 1929 i Nässjö församling, död 21 januari 2013, var en svensk arkitekt. 
Uppman tog examen 1955 vid Kungliga Tekniska högskolan (KTH), anställdes 1954 vid Kooperativa Förbundets arkitektkontor, var 1957–1958 avdelningschef där och 1958–1992 delägare och styrelseordförande för A4 arkitektkontor (sedermera Coordinator arkitekter från 1978 och White arkitekter från 1991). Han var t.f. professor i arkitektur II vid Kungliga Tekniska högskolan 1963, professor i arkitektur I där 1964–1969 och gästprofessor i Chile 1966. 
Uppman var ordförande föreningen i Sveriges praktiserande arkitekter (SPA) 1972–1974, utbildningsråd för arkitektur vid Universitetskanslersämbetet (UKÄ) 1971–1974, vid Universitets- och högskoleämbetets (UHÄ) referensgrupp för arkitekturområdet 1981–1983, styrelseordförande i Stockholms Byggnadsförening 1983–1985, i Arkitekturmuseet 1990–1996 och i Statens institut för byggnadsforskning. Han invaldes som ledamot av Ingenjörsvetenskapsakademien 1974 och var vice preses där 1990–1992. Han var sedan 1994 bosatt i Paris.

## Verk i urval
- Omega - radhus, Bollnäsbacken, Vällingby 1957-1958
- Varuhuset Domus, Söderhamn 1961.[2]
- Varuhuset Domus åt KFAI, Trelleborg 1963.
- Sturup flygplats 1972.
- Landvetter flygplats 1975-1977.
- Salénhuset 1978
- Kontorshus, kv Lådmakaren och Hjulmakaren, Sundbyberg 1981-1982.
- PK-annex, Smålandsgatan 24, Stockholm 1981-1982.
- Humanisthuset, Göteborgs universitet, Renströmsgatan 4-6, Göteborg 1982-1985.
- Electrum, Kistagången 14-18, Stockholm 1986.
- Kontor, butiker, kv Kvasten, Norrlandsgatan 18, Stockholm 1987.
- Fritidshus i Haverdal, Halland 1990-1992.

## Bilder

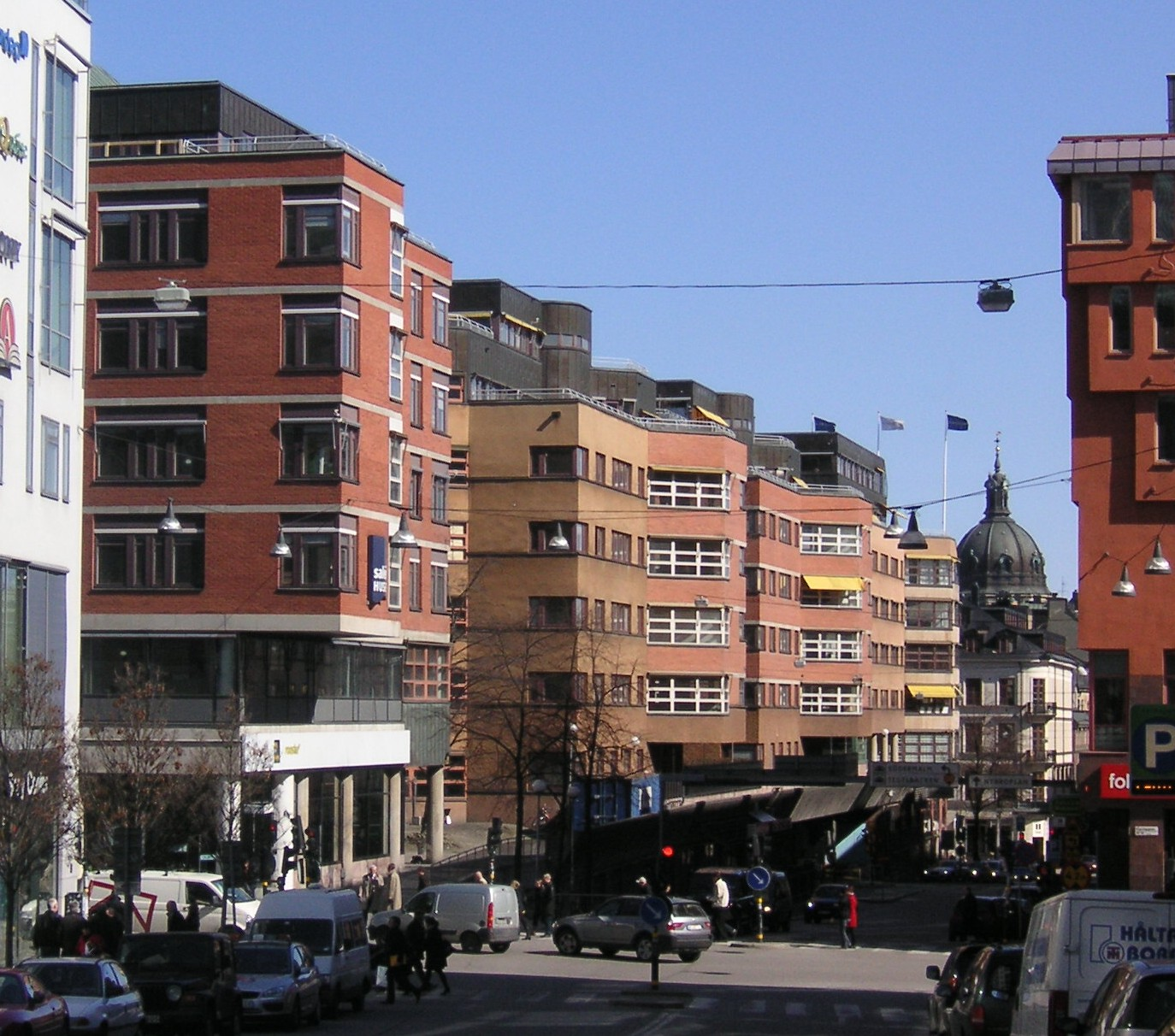
Sahlénhuset
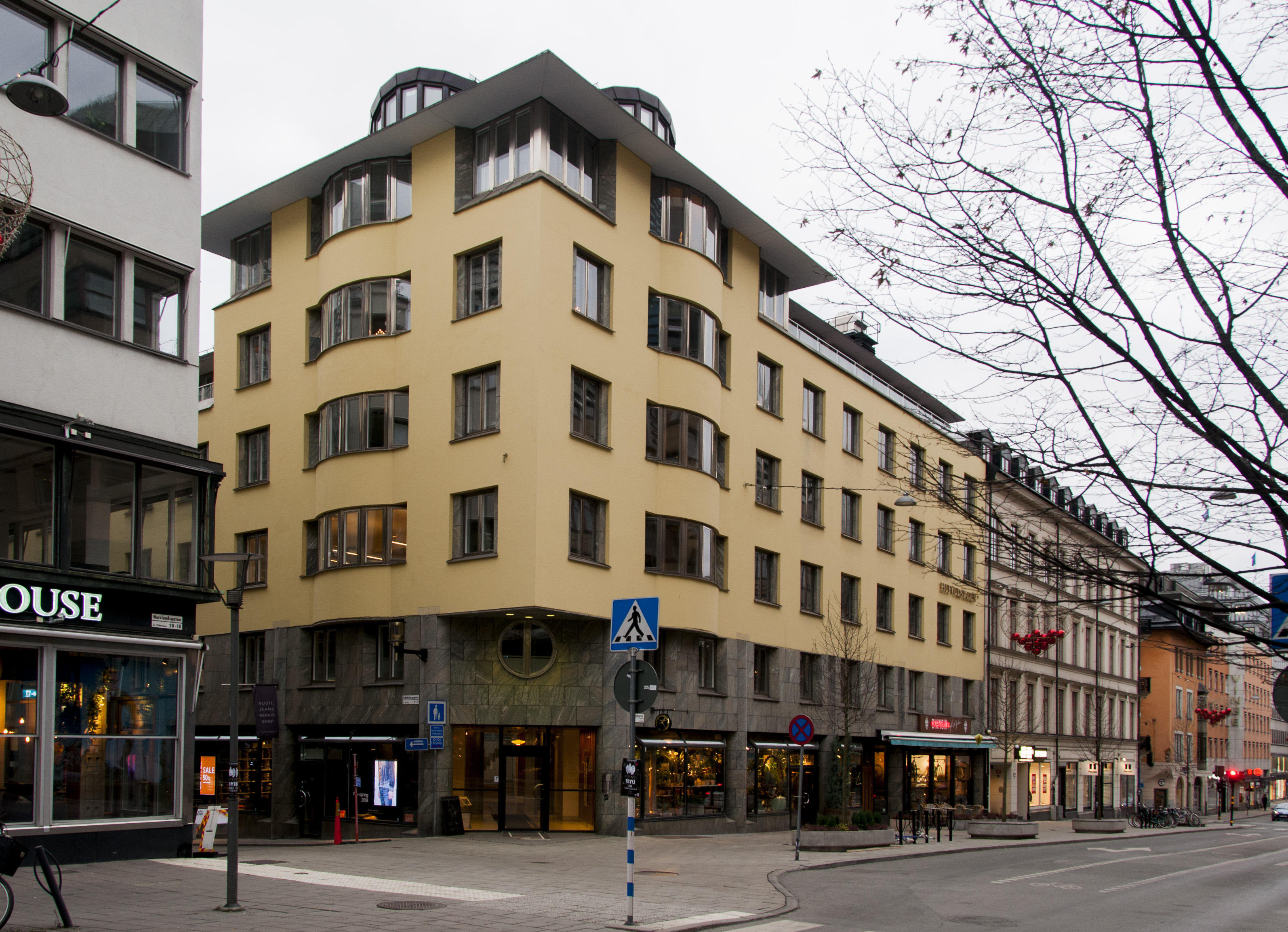
Norrlandsgatan 16
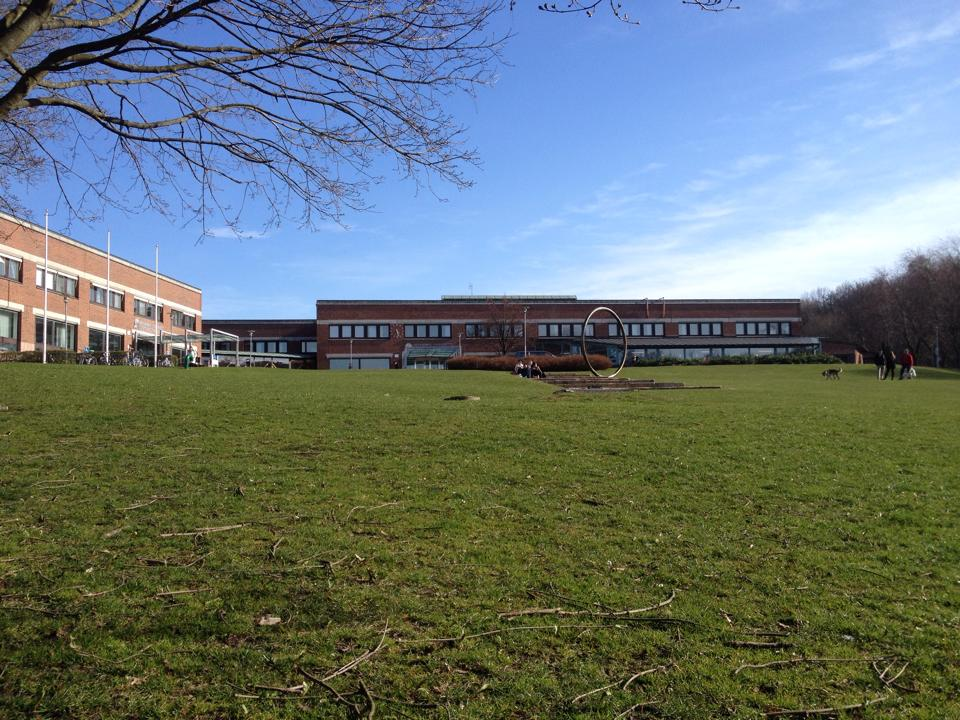
Humanisten, Göteborg
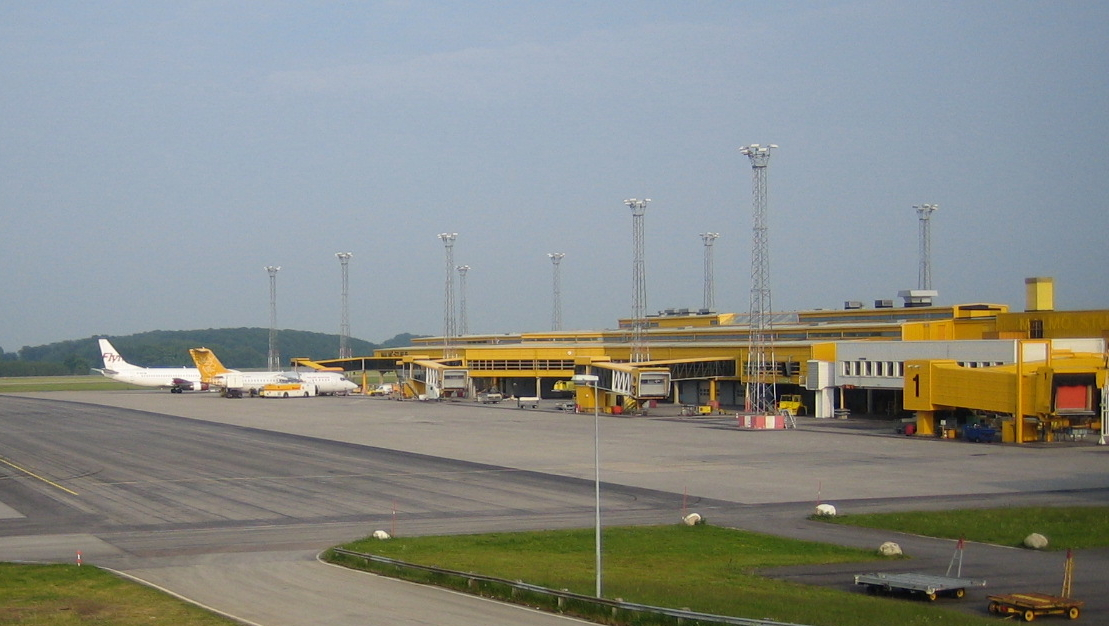
Sturup flygplats